# Nailia Harzoune

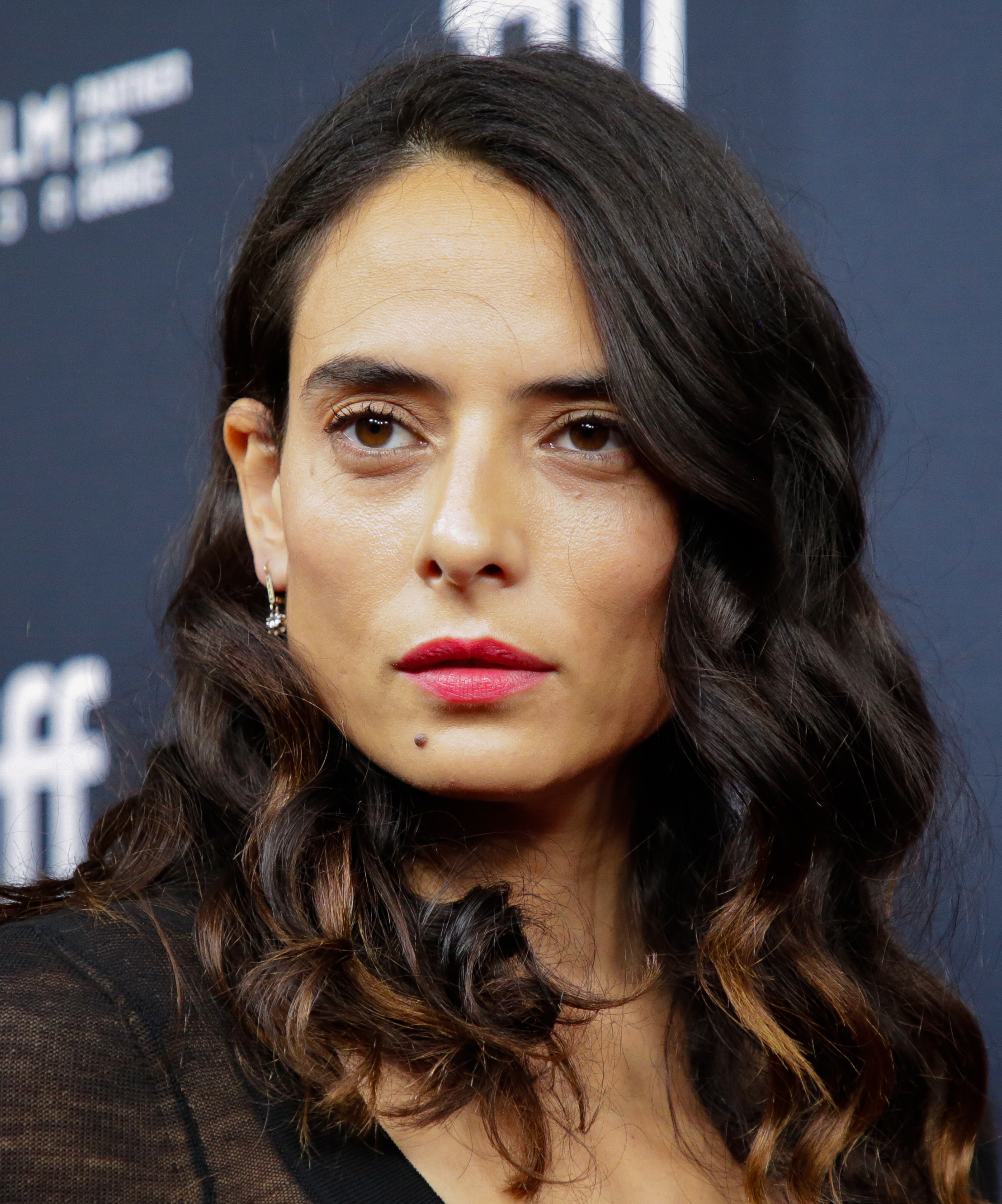
Nailia Harzoune (2024)

Nailia Harzoune (* 19. Juni 1990 als Naïla Harzoune in Bagnères-de-Bigorre) ist eine französische  Schauspielerin.

## Leben
Nailia Harzoune wuchs im Südwesten Frankreichs auf. Mit 17 Jahren ging sie nach Paris, um am Konservatorium W. A. Mozart Tanz und Schauspiel zu studieren.
Ihr Kinodebüt gab sie 2009 in Divorces! von Valérie Guignabodet als Célia. Ebenfalls 2009 spielte sie in der Fernsehproduktion Le choix de Myriam von Malik Chibane. 2010 hatte sie in der Folge Des intégrations ordinaires der Serie Histoires de vies unter der Regie von Julien Sicard an der Seite von Hiam Abbass eine Hauptrolle. Außerdem war sie 2010 in der Folge Katz und Maus der Serie Agatha Christie: Kleine Morde/Mörderische Spiele als Shaïna zu sehen.
2011 spielte sie in der Serie Joséphine, ange gardien in der Folge Yasmina die Rolle der Yasmina Bouazid. In Geronimo von Tony Gatlif verkörperte sie 2014 die junge Nil, die mit ihrem Geliebten vor einer Zwangsheirat flüchtet. In Made In France – Im Namen des Terrors von Nicolas Boukhrief war sie 2015 als Zora zu sehen, in der deutschsprachigen Fassung lieh ihr Milena Karas die Stimme. Ebenfalls 2015 übernahm sie im Fernsehfilm Neun Tage im Winter die Rolle der Irène. 2016 spielte sie in Chouf von Karim Dridi die Rolle der Najette und verkörperte in der Tragikomödie Lieber leben die Rolle der Samia. In der deutschsprachigen Fassung wurde sie von Melanie Hinze synchronisiert.
In der Fernsehserie Le Grand Bazar von Baya Kasmi übernahm sie 2019 die Rolle der Samia. 2021 spielte sie in der Netflix-Serie Kein Lebenszeichen basierend auf dem gleichnamigen Kriminalroman von Harlan Coben an der Seite von Finnegan Oldfield als Guillaume die Rolle der Judith. Ebenfalls 2021 war sie im Video zum Lied Living In The Heart Of Love der Rolling Stones zu sehen.
In der im März 2024 erstmals ausgestrahlten Arte-Mini-Serie Machenschaften im Untergrund hatte sie eine Hauptrolle als Journalistin Amel Balhimer. In der am Toronto International Film Festival 2024 uraufgeführten Romanverfilmung Bonjour Tristesse von Durga Chew-Bose nach dem gleichnamigen Roman von Françoise Sagan spielte sie die Rolle der Elsa.

## Filmografie (Auswahl)
- 2009: Le choix de Myriam (Fernsehfilm)
- 2009: Pour ma fille (Fernsehfilm)
- 2009: Divorces!
- 2010: Histoires de vies – Des intégrations ordinaires (Fernsehserie)
- 2010: Shéhérazade et le délice casher (Kurzfilm)
- 2010: Agatha Christie: Kleine Morde/Mörderische Spiele – Katz und Maus (Les petits meurtres d’Agatha Christie – Le Chat et les Souris, Fernsehserie)
- 2011: Joséphine, ange gardien – Yasmina (Fernsehserie)
- 2013: Der Überfall (L’Attaque, Fernsehserie)
- 2014: Geronimo
- 2015: Renaître (Kurzfilm)
- 2015: Neun Tage im Winter (Neuf jours en hiver, Fernsehfilm)
- 2015: La taularde
- 2015: Point du jour (Kurzfilm)
- 2015: Made In France – Im Namen des Terrors (Made in France)
- 2016: Chouf
- 2016: Lieber leben (Patients)
- 2017: Héroïnes – Les yeux bandés (Mini-Serie)
- 2019: Mais vous êtes fous
- 2019: Le Grand Bazar (Fernsehserie)
- 2021: Kein Lebenszeichen (Fernsehserie, Disparu à jamais)
- 2021: Führerschein und nichts wie weg (La bonne conduite, Fernsehfilm)
- 2022: Placés
- 2022: Living in the Heart of Love (Musikvideo)
- 2022: Les primates (Kurzfilm)
- 2023: 66-5 (Fernsehserie)
- 2023: Hafen ohne Gnade (De Grâce, Fernsehserie)
- 2023: Shellshock (Guerre Chaude) (Kurzfilm)
- 2024: Machenschaften im Untergrund (Citoyens clandestins, Mini-Serie)
- 2024: La Femme cachée
- 2024: Bonjour Tristesse